# 동구 갑 (대전)
동구 갑은 대한민국의 옛 국회의원 선거구이다. 당시 대전광역시 동구 지역을 관할했다.

## 역사
1989년 1월 1일을 기해 충청남도 대전시가 대전직할시로 승격되었다. 또한 이 과정에서 대덕군이 대전직할시로 편입되었다. 이에 대전시 동구 갑 선거구는 제14대 국회의원 선거를 앞두고 동구 갑 선거구로 개편되었으며 대덕군 산내면 일부 지역들을 추가적으로 관할하게 되었다.
대한민국 제16대 국회의원 선거를 앞두고 동구 갑, 동구 을 선거구가 동구 선거구로 통합되면서 폐지되었다.

## 역대 국회의원
| 선거   | 정당 | 정당         | 의원   |
| ------ | ---- | ------------ | ------ |
| 1992년 |      | 민주자유당   | 남재두 |
| 1996년 |      | 자유민주연합 | 김칠환 |

## 역대 선거 결과

### 대한민국 제14대 국회의원 선거
|  | 48.87% |

|  | 23.24% |

|  | 21.86% |

|  | 6.01% |

### 대한민국 제15대 국회의원 선거
|  | 49.54% |

|  | 28.66% |

|  | 10.84% |

|  | 8.42% |

|  | 1.84% |

|  | 0.67% |